# چخور زمین
چخور زمین (به لاتین: Çuxurazəmi) یک منطقه مسکونی در جمهوری آذربایجان است که در شهرستان شابران واقع شده است. چخور زمین ۲۸۷ نفر جمعیت دارد و مردم آن از تات‌های قفقاز هستند.

## ریشه واژه
چخور در زبان ترکی آذری به معنی گودال یا جای گود است. زمین یک واژه فارسی است و چخور زمین یعنی جا، مکان یا زمین گود.